# São Mamede de Recezinhos
São Mamede de Recezinhos es una freguesia portuguesa del concelho de Penafiel, con 3,78 km² de superficie y 1.528 habitantes (2001). Su densidad de población es de 404,2 hab/km².

## Población
| 1864 | 1878 | 1890 | 1900 | 1911 | 1920 | 1930 | 1940 | 1950 | 1960  | 1970  | 1981  | 1991  | 2001  | 2011  |
| 549  | 617  | 683  | 742  | 859  | 816  | 846  | 939  | 975  | 1 099 | 1 286 | 1 321 | 1 303 | 1 528 | 1 439 |

| Año  | 0-14 Años | 15-24 Años | 25-64 Años | > 65 Años |  | 0-14 Años | 15-24 Años | 25-64 Años | > 65 Años |
| 2001 | 347       | 255        | 782        | 144       |  | 22,7%     | 16,7%      | 51,2%      | 9,4%      |
| 2011 | 272       | 195        | 782        | 190       |  | 18,9%     | 13,6%      | 54,3%      | 13,2%     |

Media del país en el censo de 2001: 0/14 Años - 16%; 15-24 Años - 14,3%; 25-64 Años - 53.40%; 65 o más - 16.4%.
Media del país en el censo de 2011: 0/14 Años - 14.9%; 15/24 Años - 10.9%; 25-64 Años - 55,2%; 65 o más - 19.0%.